# Gino Vannelli
Gino Vannelli (Montréal, 1952. június 16. –) kanadai dzsessz- és rockénekes, dalszerző.

## Pályakép
Vannelli egy olasz családban született Montréalban, Québecben. Apja montréali tánczenekarokban Bix Belair és Maynard Ferguson mellett énekelt. Vannelli dobos akart lenni. Csodálta Gene Krupát és Buddy Rich-et. Középiskolás korában egy popzenekarban dobolt. 1969-ben, tizenhét évesen szerződést írt alá az RCA Records-szal.
Zeneelméletet a McGill Egyetemen tanult Montréalban.
Vannelli és testvére, Joe 1972-ben Los Angelesbe költözött. Órákig várakoztak az A&M Records előtti parkolóban, abban a reményben, hogy lemezszerződést kötnek. Amikor végre előkerült Herb Alpert, (az A&M Records társtulajdonosa), Vannelli odarohant hozzá, és adott neki egy demószalagot, miközben a biztonsági őrök üldözték. Alpert leszerződött Vannellivel, és 1973 nyarán kiadta debütáló albumát, a „Crazy Life”-ot.
1974-ben meghívták egy turnéra Stevie Wonderrel. Vannelli 1976-ban kiadott egy albumot „Gist of the Gemini” címmel az A&M Recordsnál. 1978-as „Brother to Brother” című albuma szintén az A&M-nél készült.  Elkészítette az "I Just Wanna Stop" című kislemezt, amely a Billboard magazin slágerlistájának 4. helyére, Kanadában az 1. helyre jutott és Grammy-díjra jelölték. Következő albuma, a „Nightwalker” szintén a tíz legjobb közé került.
1975-ben megkapta az év legígéretesebb énekesnek járó Juno-díjat. Joe testvérével 1979-ben megosztotva kapták meg a Junót.
Az 1979-es világkörüli turnéja után Vannelli az 1980-as években csak szórványosan szerepelt.
Ezután Vannelli két dzsesszlemezt adott ki („Yonder Tree”, (1995) és „Slow Love” (1997). Miután Niels Lan Doky dán dzsesszzongorista „Hitek Hiku” című albumát elkészítette, Vannelli érdeklődése a nyugati klasszikus zene felé fordult és a néhai édesapjának szentelte a „Parole Per Mio Padre” (Words For My Father) című dalt. II. János Pál pápa a dal előadását kérte a Vatikánban. Az európai televízióban közvetített esemény felkeltette a BMG Records figyelmét és felkérték Vannellit, hogy rögzítsen egy kortárs klasszikus lemezt „Parole per Mio Padre” stílusban. A BMG 2003-ban kiadta a lemezt angol, olasz, spanyol és francia nyelven. Mind rajongók, mind és maga Vannelli az egyik legerősebb zenei teljesítményének tartják ezt.
Vannelli Troutdale-ben, Oregonban él, ahol zenetanárként tevékenykedik. Amellett továbbra is fellép Észak-Amerikában.

## Albumok
- Crazy Life (1973)
- Powerful People (1974)
- Storm At Sunup (1975)
- Gist Of The Gemini (1976)
- Pauper In Paradise (1977)
- Brother To Brother (1978)
- Nightwalker (1981)
- Black Cars (1985)
- Big Dreamers Never Sleep (1987)
- Inconsolable Man (1990)
- Live In Montreal (1991)
- Yonder Tree (1995)
- Slow Love (1998)
- North Sea Jazz Festival (2002)
- Canto (2003)
- These Are the Days (2006)
- A Good Thing (2009)
- Stardust In The Sand (2009)
- Wilderness Road (2019)

## Díjak
- Grammy-díj jelölés: „I Just Wanna Stop” (1978)
- Juno-díj, legjobb férfi előadó: (1976, 1979)
- Juno-díj: Recording Engineer of the Year with Joe Vannelli (1986, 1987, 1991)

## Fordítás
Ez a szócikk részben vagy egészben  a   Gino Vannelli című angol Wikipédia-szócikk ezen változatának fordításán alapul.  Az eredeti cikk szerkesztőit annak laptörténete sorolja fel. Ez a jelzés csupán a megfogalmazás eredetét és a szerzői jogokat jelzi, nem szolgál a cikkben szereplő információk forrásmegjelöléseként.